# 喬傑·沃斯和阿爾特·沃斯
喬傑·沃斯（Johtje Vos）（1909年12月29日—2007年10月10日），一位二戰期間的荷蘭抵抗組織成員，她與丈夫阿爾特·沃斯（Aart Vos）（1905年5月4日—1990年1月1日）一道積極營救猶太人，將他們藏在家裏，使這些猶太人在大屠殺中幸免於難。爲此，沃斯夫婦二人在戰後獲得了“國際義人”的榮譽。

## 生平
喬傑·沃斯1909年出生在荷蘭的阿默斯福特。她是在一個虔誠的新教家庭長大，她的祖父亞伯拉罕·凱柏曾經擔任過荷蘭首相，父母各自具有數學、語言的天賦。喬傑曾描述過：“她母親曾經把52本分別來自英語、法語、德語的書籍翻譯成為荷蘭語。但是當時婦女的社會地位不被認可，因此她母親不得不用她的父親名義來發表。而父親在書數學方面很出色。”喬傑早先她在巴黎認識了一個畫家，兩個人很快結婚並生下兩個孩子，但是這樁婚姻於1940年以離婚告終。她回到荷蘭拉倫之後，1943年與第二任丈夫阿爾特·沃斯結婚。

### 二戰期間
1944年當占領荷蘭的納粹德國開始對猶太人實施清除隔離時，沃斯夫婦開始了抵抗行動。最初一個朋友委托夫婦二人藏匿一名猶太兒童以及一架鋼琴，另外還有其他委托的個人貴重物品時，夫婦二人慷慨承諾。不久，這對夫婦就加入了拉倫當地的抵抗組織。沃斯同意將他們的家作爲猶太人的藏身之處。沃斯夫婦的住家前面是一條死路，背靠一片樹林，易於每次少量地接送避難者。阿爾特從房子底下挖通了一條通往樹林的約50米的地下通道。阿爾特還為難民準備食物，并與更大的抵抗組織進行聯係。來沃斯夫婦家尋求庇護的猶太人被要求携帶特殊的身份證明文件。據説，有一次喬傑夫人拒絕了一個尋求庇護的人，因爲他沒有出示身份證明。後來發現，這個人是德國的臥底綫人。
後來越來越多的人來到沃斯家中尋求避難，夫婦二人在地板上鋪滿了床叠，但是白天全要僞裝起來，以防止黨衛軍突襲搜查，由於沃斯房間寬闊，來藏匿的猶太人白天可以自由地在房間來回走動，雖然不能出門。有一次，在新婚宴會上，人們奏樂、喝酒。這時黨衛軍軍官突襲檢查，阿爾特·沃斯告訴大家不要慌，一切由夫婦二人應對，於是在黨衛軍眼皮底下，大家堂而皇之地慶祝婚禮。沃斯夫婦的救援猶太人的活動得到了與黨衛軍一起共事的一個荷蘭警察的協助，他有一天私下拜訪沃斯夫婦時告誡到：他掌握黨衛軍搜查的動向，如果黨衛軍安排突襲沃斯夫婦家，他會以特殊方式撥打電話發出警報。具體方法是：當電話鈴聲響起之後，夫婦二人不要接電話。等電話鈴聲響兩次，他就會挂斷，這意味著發出了警報，夫婦二人要採取紧急行動。有一天深夜，沃斯夫婦接到了這樣報警電話，於是趕緊叫醒在家裏睡覺的人們，迅速將人們轉移到後院房間的地下室，當黨衛軍來到之後，房間裏只有夫婦二人和他們的孩子，黨衛軍撲了一個空。後院的地下室通往樹林裏的地下通道也幫助了人們從院内轉移到河邊。
沃斯夫婦二人就這樣經常和德國人玩捉迷藏，直到戰爭結束。戰爭期間，他們總共保護了36個人。

### 戰後
戰後，爲了表彰喬傑·沃斯夫婦的勇敢行爲，以色列政府於1982年12月23日授予他們“國際義人”的榮譽稱號。1988年2月沃斯夫婦和女兒約翰娜·沃斯（Johanna Vos）接受了《拯救者》一書作者蓋伊·布洛克的采訪，該書於1992年出版發行。1999年喬傑·沃斯根據她的這段經歷寫了一本回憶錄，名爲《隧道的盡頭》（The End of the Tunne）。夫婦二人分別於1990年1月1日（阿爾特·沃斯）和2007年10月10日相繼離世（喬傑·沃斯）。沃斯夫婦子孫滿堂，他們共有15個孫子孫女、15個曾孫、曾孫女。根據《拯救者》書中所記載的救援者的史實，1998年派拉蒙影業公司拍攝了電視系列劇《拯救者的故事》，描寫沃斯夫婦的劇集片名為“兩對夫婦”（Stories of Courage: Two Couples），它分爲上下兩部分，上半部描寫沃斯夫婦，下半部描寫了另外一對比利時的塔奎特夫婦拯救了許多猶太兒童的故事。